# Chris Warren, Jr.
Chris Warren Jr. (sinh ngày 15 tháng 1 năm 1990 ở Indianapolis, Indiana) là một diễn viên Mỹ, được biết đến nhiều nhất với vai Zeke trong sê-ri phim 3 phần của Disney: High School Musical.
Warren xuất thân trong một gia đình diễn viên. Cha của anh, Christopher Warren đã từng đóng CSI: NY, Journeyman, Lincoln Heights, ER và American Dreams. Mẹ của anh, Brook Kerr cũng đã có nhiều vai diễn trong True Blood, Cane, CSI: Miami và chương trình kéo dài 8 năm của kênh NBC Passions.  Lưu trữ ngày 9 tháng 8 năm 2009 tại Wayback Machine
Warren có mặt trong khá nhiều phim như Love & Basketball năm 2000 và Hardball năm 2001. Từ 2004 đến 2005, anh đóng vai Jimmy Ramírez trong vở kịch dài kì The Bold and the Beautiful. Anh cũng xuất hiện với vai trò khách mời trên một số chương trình truyền hình như Just Jordan và Zoey 101.
Tuy nhiên vai diễn của anh trong sê-ri phim High School Musical là nổi tiếng nhất. Chris xuất hiện lần đầu với vai Zeke trong High School Musical, sau đó cũng vai diễn đó trong High School Musical 2 và High School Musical 3: Senior Year.
Warren theo học trường Trung học Chaminade ở West Hills, California.

## Các bộ phim và chương trình truyền hình
| Năm  | Tiêu đề                                   | Vai diễn          | Chú thích                                             |
| ---- | ----------------------------------------- | ----------------- | ----------------------------------------------------- |
| 1999 | Becker (sê-ri truyền hình)                | Rob               | "He Said, She Said" (Mùa 2, Tập 7)                    |
| 2000 | Love & Basketball                         | Kelvin            | Vai chính                                             |
| 2000 | Shoe Shine Boys                           | Witness           | Có xuất hiện                                          |
| 2000 | Men of Honor                              | Carl Brashear nhỏ | Có xuất hiện                                          |
| 2004 | The Bold and the Beautiful                | Jimmy Ramírez     | "Tập #1.4261" "Tập #1.4288" "Tập #1.4457" 2004-2005   |
| 2005 | Zoey 101                                  | Darrell           | "Webcam" (Mùa 1, Tập 3) "Spring Fling" (Mùa 1, Tập 9) |
| 2005 | American Gun                              | Marcus            | Vai chính                                             |
| 2005 | Unfabulous                                | N/A               | "The Balancing Act" (Mùa 2, Tập 2)                    |
| 2006 | High School Musical                       | Zeke Baylor       | Phim truyền hình (Disney Channel)                     |
| 2006 | The Bernie Mac Show                       | Jason             | "What Would Jason Do?" (Mùa 5, Tập 18)                |
| 2007 | Just Jordan                               | Critter           | "Critter Is Buggin'" (Mùa 1, Tập 10)                  |
| 2007 | High School Musical 2                     | Zeke Baylor       | Phim truyền hình (Disney Channel)                     |
| 2008 | Depth Charge                              | Piersall          | Phim truyền hình (Spike TV)                           |
| 2008 | High School Musical 3: Senior Year        | Zeke Baylor       | Vai chính                                             |
| 2009 | Alvin and the Chipmunks 2: The Squeakquel | Xander            | Vai phụ                                               |
| 2009 | Hard Times                                | Patterson         | Phim truyền hình                                      |